# Crnetići
Crnetići su naseljeno mjesto u općini Foča, Republika Srpska, BiH. Godine 1950. uvećani su pripajanjem naselja Ostraci koje je ukinuto (Sl.list NRBiH br.10/50).

## Stanovništvo
| Narod     | Popis 1961. | Popis 1971. | Popis 1981. | Popis 1991. |
| --------- | ----------- | ----------- | ----------- | ----------- |
| Hrvati    |             |             |             |             |
| Muslimani | 91          | 93          | 103         | 76          |
| Srbi      | 86          | 97          | 87          | 46          |
| ostali    | 1           | 1           | 4           | 1           |
| Ukupno    | 178         | 191         | 194         | 123         |